# Beeliar
Beeliar är en del av en befolkad plats i Australien. Den ligger i kommunen City of Cockburn och delstaten Western Australia, omkring 21 kilometer söder om delstatshuvudstaden Perth.
Runt Beeliar är det tätbefolkat, med 383 invånare per kvadratkilometer.. Närmaste större samhälle är Rockingham, omkring 17 kilometer sydväst om Beeliar. 
Runt Beeliar är det i huvudsak tätbebyggt. Genomsnittlig årsnederbörd är 1 018 millimeter. Den regnigaste månaden är maj, med i genomsnitt 176 mm nederbörd, och den torraste är februari, med 9 mm nederbörd.